# Відзнака за тривалу службу у Повітряних силах (США)
Відзнака за тривалу службу у Повітряних силах (США) (англ. Air Force Longevity Service Award) — військова нагорода для заохочення особового складу за бездоганну вислугу років у лавах Повітряних силах США.

## Зміст
Відзнака за тривалу службу Повітряних сил США була заснована наказом начальника штабу Повітряних сил генерала Томаса Дрессера Вайта від 25 листопада 1957 року. Цією нагородою відзначають особовий склад за бездоганне проходження військової служби. Є еквівалентом нашивок за вислугу років, що існують в армії, ВМС та Корпусі морської піхоти США.
Відзнака за тривалу службу присвоюється за чотири повні роки проходження військової служби у складі регулярних ПС, резерву та ПС Національної гвардії. Нагороду присуджують як офіцерам, так і військовослужбовцям сержантського й рядового складу, на відміну від нашивок за вислугу років, які надаються лише військовослужбовцям сержантського складу в інших видах ЗС США.